# Нова Руда (гміна)
Гміна Нова Руда (пол. Gmina Nowa Ruda) — сільська гміна у південно-західній Польщі. Належить до Клодзького повіту Нижньосілезького воєводства.
Станом на 31 грудня 2011 у гміні проживало 12212 осіб.

## Площа
Згідно з даними за 2007 рік площа гміни становила 139.66 км², у тому числі:
- орні землі: 50.00%
- ліси: 41.00%

Таким чином, площа гміни становить 8.50% площі повіту.

## Населення
Станом на 31 грудня 2011:
| Опис     | Загалом | Загалом | Чоловіки | Чоловіки | Жінки | Жінки |
| -------- | ------- | ------- | -------- | -------- | ----- | ----- |
| одиниця  | осіб    | %       | осіб     | %        | осіб  | %     |
| все      | 12212   | 100     | 6030     | 49.38    | 6182  | 50.62 |
| міське   | 0       | 100     | 0        |          | 0     |       |
| сільське | 12212   | 100     | 6030     | 49.38    | 6182  | 50.62 |

## Сусідні гміни
Гміна Нова Руда межує з такими гмінами: Белява, Дзержонюв, Ґлушиця, Клодзко, Пешице, Радкув, Стошовіце, Валім.